# Красивые руки
«Красивые руки» (или «La Bella Mano») — картина английского художника-прерафаэлита Данте Габриэля Россетти, созданная в 1875 году.

## Информация о картине
Сам художник в одном из писем пояснил, что название картины взято с названия сборника стихотворений 1440 года поэта Джусто де Конти. На картине изображена богиня любви Венера, моющая руки, и два ангела с красными крыльями, держащие поднос и полотенце. Натурщицей для главной героини послужила Алекса Уайлдинг, также для изображения ангела, держащего поднос, возможно позировала Мэй Моррис, дочь Уильяма и Джейн Моррис. В своей книге о творчестве Данте Габриэля Россетти Алисия Крейг Фэксон отмечает использование символизма в деталях картины — ирис и лимонное дерево считаются символами Богородицы, роза — символ как Богородицы, так и Венеры, атрибутом богини любви является и раковина, в форме которой изображённый на картине поднос. Сам процесс мытья рук символизирует чистоту и невинность. Эффект нимба над головой героини создаёт зеркало, находящееся за ней; в самом зеркале отражается спальное ложе.
Как и ко многим своим работам, Данте Габриэль Россетти написал к картине сопровождающий сонет. Однако «Красивые руки» — одна из двух работ (вместе с «Прозерпиной»), для которой автор сначала написал сонет на итальянском, а затем перевёл его на английский язык.
В конце апреля 1875 года Россетти закончил карандашный эскиз картины, а работу над самим произведением завершил предположительно до 20 июля; картина находилась в мастерской художника до момента её продажи в сентябре 1875 года. Картину купил Мюррей Маркс за 1050£. Сейчас картина находится в собрании Художественного музея Делавэра.